# Abdelaziz Bouraoui
Pour les articles homonymes, voir Bouraoui.
Abdelaziz Bouraoui (عبد العزيز بوراوي), né le 22 février 1923 à Sfax et décédé le 26 mai 2008 à Tunis, est un syndicaliste tunisien.

## Biographie
Il étudie au kouttab, à l'école primaire publique puis dans un lycée public de sa ville natale de Sfax. Après avoir obtenu un diplôme d'infirmier, il entre dans le monde professionnel en 1942 après le décès de son père : il travaille à l'hôpital régional de Sfax où il fait la connaissance du syndicaliste Farhat Hached.

### Syndicaliste
Il participe en mars 1944 au congrès régional de la Confédération générale du travail (CGT) qui est dominée par les communistes. Hached ne réussissant pas à prendre sa tête, il se retire de la CGT avec plusieurs camarades dont Abdelaziz Bouraoui et Habib Achour.
En novembre 1944, ce groupe participe à la fondation de l'Union des syndicats indépendants du Sud puis de l'Union générale tunisienne du travail (UGTT) dont le congrès fondateur a lieu le 20 janvier 1946. Il y reste dirigeant jusqu'à son arrestation en 1952 pour cause de sabotage. Il est finalement libéré en 1955 et revient à la direction du syndicat.
Toutefois, il se retire à deux reprises. En 1956, obéissant aux ordres du Néo-Destour, le parti au pouvoir, il contribue à la fondation de l'Union tunisienne du travail avec d'autres syndicalistes néo-destouriens dont Achour. Cependant, la fusion des deux syndicats aboutit rapidement et Bouraoui revient à nouveau à la direction de l'UGTT en 1957.
Il est limogé en novembre 1983 avec six autres leaders du bureau exécutif. Il fonde alors un nouveau syndicat baptisé Union nationale tunisienne du travail qui existe jusqu'en 1987, date d'un congrès de rassemblement ; il revient alors à la direction de l'UGTT dont il s'éloigne définitivement en 1988.

### Responsabilités politiques
Membre du Néo-Destour, il y reste fidèle toute sa vie. Il y occupe des responsabilités de second ordre, parmi lesquelles celles de délégué du parti à Gafsa, de 1958 à 1960, avant d'être transféré au même poste à Tunis. Son niveau scolaire modeste pourrait avoir été un frein dans son ascension politique.

## Sources
- (ar) Cet article est partiellement ou en totalité issu de l’article de Wikipédia en arabe intitulé « عبد العزيز بوراوي » (voir la liste des auteurs).